# Sotavento Algarvio

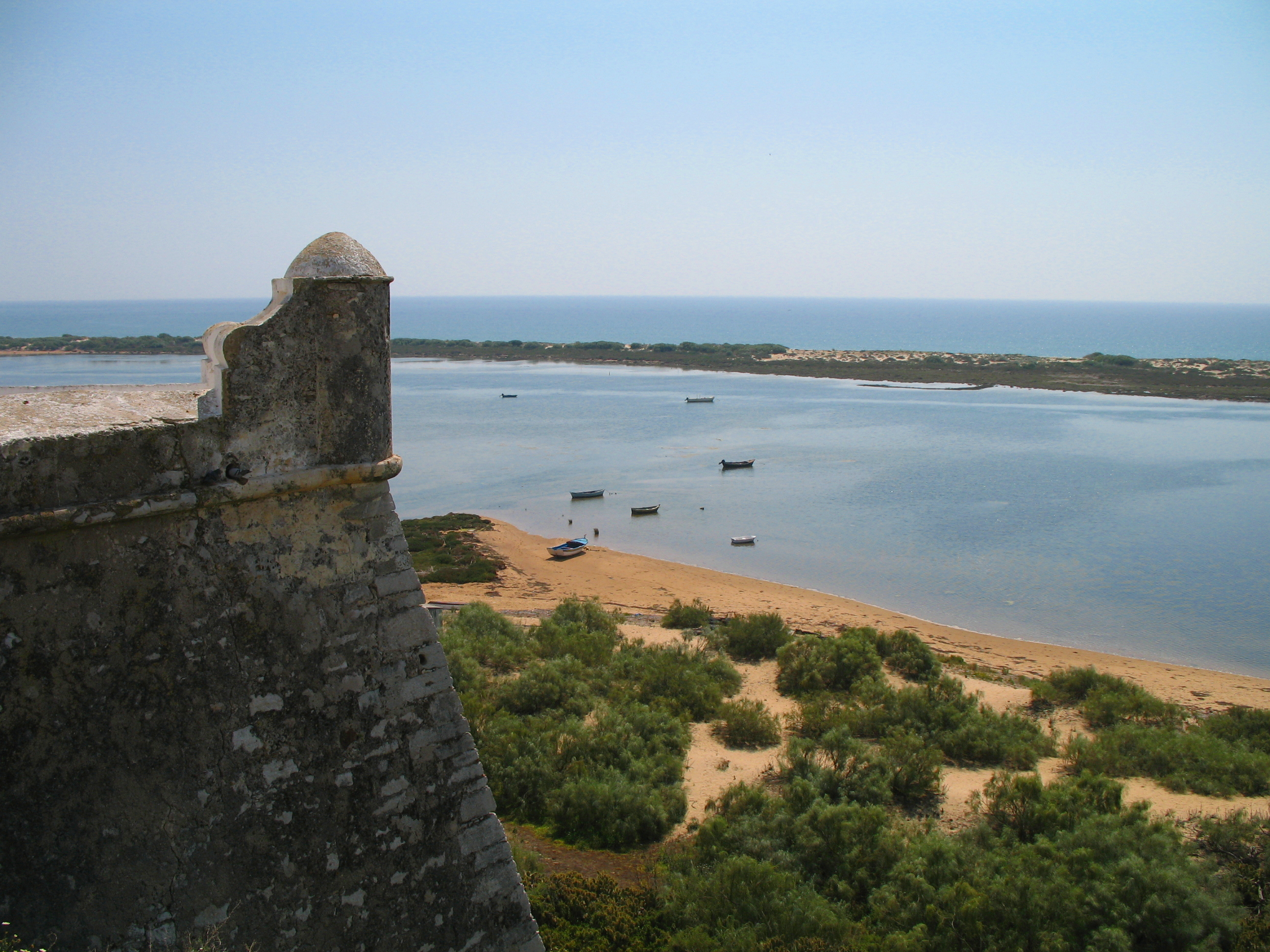
Fortaleza de Cacela Velha com vista sobre a Ria Formosa, no Sotavento Algarvio

O Sotavento Algarvio é uma das duas regiões do Algarve, correspondendo à sua zona oriental, a outra sendo o Barlavento, correspondendo à sua zona ocidental.
Os municípios do Sotavento são Alcoutim, Castro Marim, Faro, Loulé, Olhão, São Brás de Alportel, Tavira, e Vila Real de Santo António.

Faro é a cidade mais influente nesta região e a capital do distrito com o mesmo nome que coincide com o território da província do Algarve.

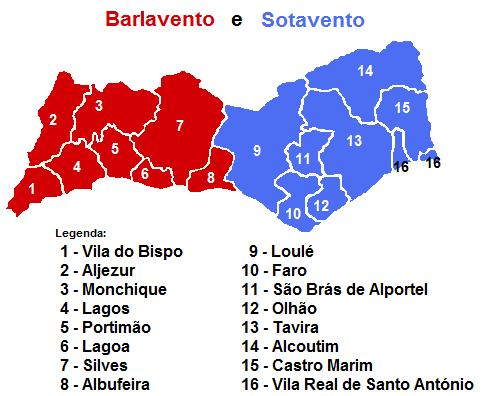
Mapa colorido com a divisão, por concelhos, do Barlavento e do Sotavento.